# Aeroporto de Andorra-La Seu d'Urgell
O Aeroporto de Andorra-La Seu d'Urgell (oficialmente e em catalão Aeroport Andorra–La Seu d'Urgell; em castelhano Aeropuerto Andorra–La Seu d'Urgell) (IATA: LEU, ICAO: LESU) é um aeroporto na cidade de Montferrer i Castellbò, na Catalunha, que serve principalmente os Pirenéus catalães, e o principado de Andorra, já que o país não possui nenhum aeroporto.

## Cronologia
- 1931: Jaume Nadal i Maimó obtém a concessão de uma linha aérea Barcelona-Andorra.
- 1932: acabam-se as obras de construção de hangares e um terminal a Benavarre, mas a linha aérea fica sem financiamento.
- 1975: O industrial Josep Betriu i Tàpies inicia as obras do aeroporto.
- 1978: Empresários andorranos mantêm contactos com uma empresa inglesa construtora de aviões para criar Air Andorra.
- 1980: Finalização da construção do aeroporto.
- 1982 - 29 de julho: Inauguração com um voo de Aviaco entre Barcelona e La Seu d'Urgell.
- 1984: Fecho do aeroporto para voos comerciais.
- 2007: Fecho total do aeroporto por razões de segurança.
- 2007: O Instituto Catalão do Solo compra o 85% dos terrenos do aeroporto.
- 2009: Iniciam-se as obras de melhoramento do aeroporto com um custo de 2,9 milhões de euros.
- 2010 - 4 de junho: reabre-se o aeroporto para voos de aviação geral e de emergências.
- 2015: Autorizado a acolher voos comerciais e de passageiros.
- 2018: Voos regulares com Palma de Maiorca, Madrid e Marselha.
- 2019: Obras de melhora dos sistemas de comunicação.[2]